# George Abbot (archevêque)
Pour les articles homonymes, voir George Abbot et Abbot.
George Abbot, fils d'un tisserand, né en 1562, à Guildford, dans le comté de Surrey, puritain zélé, l'un des prédicateurs de l'église anglicane, est successivement maître et vice-chancelier de University College Oxford, doyen de Winchester, évêque de Lichfield et de Londres, archevêque de Canterbury.

## Biographie
Né en 1562 à Guildford, il est le fils d’un tisserand.
Il a, dans plusieurs occasions, le courage de s'opposer aux volontés de la cour, en particulier dans l'affaire du comte et de la comtesse d'Essex, dont le divorce était si vivement poursuivi par le roi. La dissolution du mariage ayant été prononcée à la majorité seulement de deux voix, l'archevêque proteste contre ce jugement.
Il participe à l’écriture de la Bible de Jacques Ier et l’assiste à son lit de mort, et est présent au sacre de Charles Ier. Ce roi venait de lever, sous le nom d'emprunt, un subside qui n'était pas autorisé par la loi. Un sermon, prêché aux assises de Northampton en faveur de cet emprunt est adressé au primat, avec un ordre de la cour qui lui enjoint d'autoriser l'impression ; ayant refusé sa signature, il est relégué dans sa maison de campagne, et la primatie reste confiée à une commission. À la rentrée du Parlement, la chambre des pairs réclame le rétablissement de l'archevêque, mais il perd les bonnes grâces du roi.
Ses ouvrages sont nombreux ; il faut citer sa traduction du Nouveau Testament et son Histoire des massacres de la Valletine. Il meurt à Croydon en 1633.